# 仲婴齐
仲婴齐（？—前576年），姬姓，东门氏，名婴齐，谥昭，以父之行次为氏，别为仲氏，又被称为公孙婴齐、子婴，是东门襄仲的儿子，公孙归父的弟弟。鲁成公时，仲婴齐为卿。
前591年，公孙归父被驱逐，不久鲁国立了仲婴齐继承东门襄仲，改称仲氏。前576年，仲婴齐去世。

## 其他
《公羊传》和《榖梁传》均把仲婴齐和子叔声伯混淆为一人，而《公羊传》甚至因此提出了“为人后者为之子”的理论，把仲婴齐当做公孙归父的儿子，后世儒学均采纳该说，成为濮议和大礼议的理论基础。